# Emgleo Breiz
 (mars 2023).
Emgleo Breiz (en français, Fondation/Entente culturelle bretonne), était une association faisant la promotion de la langue bretonne et de son enseignement. En novembre 2015 elle est placée en liquidation judiciaire et cesse son activité,. Elle a constitué un pôle d'activités culturelles, pluridisciplinaire à ses débuts, mais qui a fini par se limiter au breton. En opposition publique avec les nationalistes bretons, elle composait avec les autorités compétentes et utilisait une orthographe du breton, dite universitaire, créée dès 1953 et validée par l'État.

## Origine
Cette fédération a été constituée en 1955,, en vue de la promotion de la langue bretonne dans l'éducation, l'information et la vie publique. Elle condamne dès le départ les compromissions de certains militants politiques et culturels bretons sous l'Occupation et affirme son attachement au breton populaire. Dans un document établi par Armand Keravel en 1973, il rappelle qu'Emgleo Breiz « a reçu pour mission de défendre les droits du peuple breton dans le domaine culturel » et « collabore à l'action commune des mouvements culturels des autres ethnies non-franciennes de l'Hexagone ».
Elle regroupe les principales associations culturelles bretonnes, i. e. investie dans la valorisation d'un héritage proprement breton et utilisant l'orthographe universitaire du breton. Elle se distinguera de Kuzul ar brezhoneg, qui regroupe à partir de 1959 des associations et publications qui utilisent le peurunvan, l'orthographe unifiée, et dont certaines (comme la revue littéraire Al Liamm) prennent comme référence les œuvres littéraires publiées avant et pendant la guerre par la revue Gwalarn et son principal animateur, Roparz Hemon.

Les trois associations qui n'avaient pas le breton comme axe de travail, mais la musique et la danse bretonnes (Bodadeg ar Sonerion (quitte en 1965), Kendalc'h et War'l Leur, l'ont quittée assez tôt, si bien que les activités de la Fondation ont fini par être limitées à la promotion de la langue bretonne.

## Éditions
Dans les années 1955-1960 (et jusqu'au milieu des années 1970), elle édita des ouvrages de langue bretonne sous la version bretonne de son nom, Emgleo Breiz, avec :
- Ar Falz, et sa revue du même nom avec son supplément Ar Falz-Skol Vreiz, longtemps dirigée par Per Honoré, de Plourin-lès-Morlaix, qui a brièvement fait usage d'une troisième orthographe, dite interdialectale, avant d'adopter le peurunvan majoritaire et de créer les  éditions Skol Vreizh ;
- la revue et les éditions Brud, puis Brud Nevez, qui ont édité un grand nombre d'ouvrages, poèmes, nouvelles, romans, traductions. La revue, alors dirigée par Fañch Broudic, a arrêté de paraître après le numéro 319-320 en 2019[7].

Les éditions Emgleo Breiz ont occupé une place notable dans la publication en langue bretonne avec 10 et 15 ouvrages en breton chaque année, mais avec de très faibles tirages. Son catalogue proposait plus de 450 ouvrages (catalogue qui regroupe les éditions Brud Nevez, Ar Skol Vrezoneg et Emgleo Breiz). Les auteurs les plus lus ont été Pierre-Jakez Hélias, Tanguy Malmanche Jakez Riou, Tad Médard et Naïg Rozmor. Fañch Broudig, son ancien responsable a compté 700 ouvrages publiés de 1955 à 2015.

Selon Fañch Broudig, c'est Andreo Merser qui créé un atelier d'imprimerie autonome vers 1990.

## Actions
L'action d’Emgleo Breiz, avec Armand Keravel comme principal animateur, notamment lors de ses passages à la radio dans les années 1970, pour la défense de la culture bretonne se fera dans le cadre d'une action culturelle complètement "apolitique" exempte de toute remise en cause ni contestation de la présence de l'État français en Bretagne[réf. nécessaire]. Il faut noter que ses débuts ont été fortement marqués par la démocratie chrétienne et précisément le Mouvement républicain populaire, puisque des patronages d'élus bretons d'envergure nationale, André Le Troquer, Pierre-Henri Teitgen et Pierre Trémintin, sont mis en en avant en 1957et que Pierre Mocaër préside une composante importante, la fédération des cercles celtiques Kendalc'h. Plus tard, Armand Keravel sera conseiller régional socialiste tout en gardant une activité à la Fondation.

La Fondation culturelle bretonne organisa dans les années 60 des campagnes de pétition qui recueillirent plusieurs centaines de milliers de signatures, et des quêtes annuelles pour l'enseignement du breton.

La revue Brud Nevez (6 numéros par an) était la revue culturelle et littéraire en breton de la Fondation et s'était constituée en association en 2010, mais elle a du aussi stopper son activité en 2019.

### Promotion de l'orthographe «universitaire»
Emgleo Breizse donne pour mission de maintenir l'usage de la langue bretonne  et proposa en 1953 une nouvelle orthographe qui devait aider les apprenants en breton à en maîtriser la prononciation, en promouvant une orthographe plus proche de la phonétique du français. Elle refuse d'utiliser le digramme zh qui réunissait, selon l'accord de 1941 qui a établi le breton peurunvan, les deux phonèmes entendus en fin de certains mots dans les deux grandes variétés de breton (Nord-Ouest et Sud-Est) : Breiz ou Breih unifiés en Breizh.
Emgleo Breiz proclame alors[réf. nécessaire] : 
« Nous avons obtenu en 1951 l'enseignement de notre langue. Nous franchissons aujourd'hui une nouvelle étape : nous avons une orthographe “universitaire” . M. Falc’hun, Professeur de Celtique et de phonétique expérimentale à l'Université de Rennes, a reçu du Ministre de l'Éducation Nationale, mission de mettre au point une orthographe bretonne. Il en a rassemblé les éléments essentiels et les a soumis, pendant deux ans, aux études des enseignants bretons laïques et libres. Chacun ayant quelques sacrifices à ses conceptions en la matière, la Fondation Culturelle Bretonne est heureuse de vous présenter les principes de cette orthographe arrêtés par ce comité d'entente des enseignants, des textes d'application et des lexiques et grammaires en orthographe “universitaire”, la seule désormais officiellement admise dans les manuels scolaires et aux examens. Que leur dévouement et leur discipline vous servent d'exemples dans les étapes que nous avons encore à franchir pour la conservation et le développement d'une langue qui est notre patrimoine exclusif. Nous les franchirons, assurés que nous sommes du concours de l'ardente jeunesse des Cercles Celtiques, Bagadoù, chorales, etc groupés autour de Kendalc’h »

### Promotion de l'enseignement du breton
Emgleo Breiz défend l'enseignement du breton et est un acteur central dans la campagne « Ar brezoneg er skol » (« le breton à l'école ») qui fut soutenue par un très grand nombre de communes bretonnes[réf. nécessaire]. Emgleo Breiz sera aussi très active dans bien d'autres initiatives (telles la grande pétition populaire en faveur de l'enseignement du breton qui rassemble plusieurs centaines de milliers de signatures en 1967). Cette initiative ne rencontra que le mépris et l'indifférence de la part des pouvoirs publics français[réf. nécessaire]. Cette association était le seul groupe à publier régulièrement des articles sur la question bretonne, dans l'organe de presse du PSU breton Combat socialiste.

## Présidents
- Docteur Jean Tricoire
- Armand Keravel
- Andreo ar Merser
- Fañch Broudig, (journaliste de la télévision en breton)

## Membres
- l'association Ar Falz (n'en fait plus partie depuis les années 1970)
- l'association Bleun-Brug (en sommeil)
- la revue Bleun-Brug (n'existe plus)
- Cahiers du Bleun-Brug (n'existent plus)
- Bodadeg ar Sonerion (une des premières à quitter)
- Confédération Kendalc'h (cercles celtiques) (n'en fait plus partie)
- Confédération des cercles de danse War'l leur (n'en fait plus partie)
- Al Leur Nevez (Quimper et Cornouaille) : cours de breton, collectage, publications de disques de chants populaires...
- Skolig al Louarn (Bas Léon) : un musée à Plouvien, cours de breton, activités pour les enfants... (en sommeil)
- Ar Skol Vrezoneg (Brest) : Cours de breton, publications...
- Ar Skol dre Lizer : cours de breton par correspondance

Dans la Confédération Emgleo Breiz on trouve les noms de :
- Charlez ar Gall (1921-2010, ancien vice-président)
- Anna-Vari Arzur (décédée)
- Frère Visant Seité (décédé), créateur du cours par correspondance de langue bretonne Ar Skol dre Lizer
- Vincent Favé, (décédé), chanoine, puis évêque  auxiliaire de Quimper
- Armand Keravel (décédé)
- Per-Jakez Helias (décédé)[1]
- Pierre Trépos (décédé)
- Loeiz Roparz (décédé)
- Marie Kermarec (br) (décédée)
- Gilles Goyat
- Remi Derrien (br) (décédé)
- Patrig Gouedig
- Jakez Andre (br)
- Louis Grall
- Yvonne Coz